# Liste jüdischer Friedhöfe in Rumänien
Die Liste der jüdischen Friedhöfe in Rumänien gibt einen Überblick zu jüdischen Friedhöfen in Rumänien (cimitir evreilor (Friedhof der Juden) / cimitir evreiesc (jüdischer Friedhof) / cimirirul evreiesc (der jüdische Friedhof)). Die Liste erhebt keinen Anspruch auf Vollständigkeit. Die Sortierung erfolgt alphabetisch nach den Ortsnamen.

## Liste der Friedhöfe
| Bezeichnung                                | Bild           | Ort                                                        | Kreis     | Weitere Informationen |
| ------------------------------------------ | -------------- | ---------------------------------------------------------- | --------- | --------------------- |
| Jüdischer Friedhof (Arbore)                |                | Arbore                                                     | Suceava   |                       |
| Jüdische Friedhöfe in Bacău                | weitere Bilder | Bacău (deutsch: Bakau) 46° 32′ 50″ N, 26° 54′ 8″ O         | Bacău     | siehe                 |
| Jüdischer Friedhof (Brașov)                | weitere Bilder | Brașov (deutsch: Kronstadt) 45° 39′ 6″ N, 25° 34′ 56″ O    | Brașov    | siehe                 |
| Jüdische Friedhöfe in Bukarest             |                | Bukarest                                                   |           | siehe                 |
| Jüdischer Friedhof (Câmpulung Moldovenesc) |                | Câmpulung Moldovenesc (deutsch: Kimpolung)                 | Suceava   |                       |
| Jüdischer Friedhof (Cehu Silvaniei)        |                | Cehu Silvaniei                                             | Sălaj     |                       |
| Jüdischer Friedhof (Cluj-Napoca)           |                | Cluj-Napoca (deutsch: Klausenburg)                         | Cluj      |                       |
| Jüdischer Friedhof (Gura Humorului)        | weitere Bilder | Gura Humorului 47° 34′ 0″ N, 25° 53′ 4″ O                  | Suceava   | siehe                 |
| Jüdischer Friedhof (Hodod)                 |                | Hodod                                                      | Satu Mare |                       |
| Jüdischer Friedhof (Iași)                  |                | Iași                                                       | Iași      |                       |
| Jüdischer Friedhof (Konstanza)             |                | Konstanza                                                  | Constanța |                       |
| Jüdischer Friedhof (Lelei (Satu Mare))     |                | Lelei                                                      | Satu Mare |                       |
| Jüdischer Friedhof (Luncani)               | weitere Bilder | Luncani 46° 27′ 48″ N, 23° 56′ 56″ O                       | Cluj      | siehe                 |
| Jüdischer Friedhof (Mediaș)                | weitere Bilder | Mediaș (deutsch: Mediasch) 46° 9′ 26″ N, 24° 21′ 1″ O      | Sibiu     |                       |
| Jüdischer Friedhof (Mihăileni (Botoșani))  |                | Mihăileni                                                  | Botoșani  |                       |
| Jüdischer Friedhof (Moinești)              | weitere Bilder | Moinești 46° 28′ 49″ N, 26° 29′ 50″ O                      | Bacău     |                       |
| Jüdischer Friedhof (Moldovița (Suceava))   |                | Moldovita                                                  | Suceava   |                       |
| Jüdischer Friedhof (Nadișu Hododului)      |                | Nadișu Hododului                                           | Satu Mare |                       |
| Jüdischer Friedhof (Odobești)              | weitere Bilder | Odobești 45° 45′ 26″ N, 27° 3′ 51″ O                       | Vrancea   | siehe                 |
| Jüdischer Friedhof (Podu Iloaiei)          | weitere Bilder | Podu Iloaiei 47° 12′ 56″ N, 27° 16′ 22″ O                  | Iași      | siehe                 |
| Jüdischer Friedhof (Rădăuți)               | weitere Bilder | Rădăuți (deutsch: Radautz) 47° 50′ 21″ N, 25° 54′ 21″ O    | Suceava   | siehe , Radautz 2     |
| Neuer Jüdischer Friedhof (Răducăneni)      |                | Răducăneni 46° 58′ 7″ N, 27° 56′ 52″ O                     | Iași      |                       |
| Jüdischer Friedhof (Satu Mare)             | weitere Bilder | Satu Mare 47° 47′ 25″ N, 22° 53′ 32″ O                     | Satu Mare |                       |
| Jüdische Friedhöfe in Hermannstadt         | weitere Bilder | Sibiu (deutsch: Hermannstadt) 45° 48′ 4″ N, 24° 10′ 9″ O   | Sibiu     | siehe                 |
| Jüdischer Friedhof (Siret)                 |                | Siret 47° 57′ 4″ N, 26° 4′ 24″ O                           | Suceava   |                       |
| Jüdischer Friedhof (Solca)                 |                | Solca                                                      | Suceava   |                       |
| Jüdischer Friedhof (Timișoara)             |                | Timișoara (deutsch: Temeswar) 45° 46′ 17″ N, 21° 13′ 46″ O | Timiș     | siehe                 |
| Jüdischer Friedhof (Turda)                 | weitere Bilder | Turda (deutsch: Thorenburg) 46° 35′ 1″ N, 23° 46′ 5″ O     | Cluj      | siehe                 |
| Jüdischer Friedhof (Vama (Suceava))        |                | Vama                                                       | Suceava   |                       |